# Living in America (canción)
«Living in America» es el segundo sencillo de la banda sueca de New Wave, The Sounds de su álbum debut Living In America. La canción alcanzó el puesto número 3 en las listas musicales de Suecia y fue el primer sencillo lanzado en los Estados Unidos.

## Lista de canciones
- CD 0927-48443-5[3]

1. «Living in America» (3:28)
2. «S.O.U.N.D.S.» (In-house Version) (3:29)

## Posicionamiento en listas
| Lista (2002-2004)          | Máxima posición |
| -------------------------- | --------------- |
| Suecia (Sverigetopplistan) | 3               |